# پوند فلسطین
پوند فلسطین (به انگلیسی: Palestine pound) (به زبان بومی: ‏جنیه فلسطینی‏) یکای پول رایج در کشور قیومیت بریتانیا بر فلسطین است. مسئولیت کنترل این یکای پول برعهدهٔ قرار دارد.